# 军配盲蝽
军配盲蝽（学名：Stethoconus japonicus）是半翅目盲蝽科的一种昆虫，是网蝽属昆虫的专性天敌。